# آیاتسیماخی
آیاتسیماخی (به لاتین: Ayatsimakhi) یک منطقهٔ مسکونی در روسیه است که در شهرستان داخادایفسکی واقع شده‌است.